# Apsces
Apsces je lokalna gnojna upala koja se može razviti u potkožnom tkivu, ali i u dubokim tkivima i organima. Apsces potkožnog tkiva se manifestuje lokalnim znacima upale: crvenilo (rubor), otok (tumor), toplina (calor) i bol (dolor) i izraženim fenomenom zvanim fluktuacija.
Uzročnik Apscesa je najčešće Staphylococcus aureus, bakterija otporna na penicilin G.
Lečenje: incizija, drenaža, antibiotici.

## Spoljašnje veze
- Apsces
- Kožni apsces

|  | Molimo Vas, obratite pažnju na važno upozorenje u vezi sa temama iz oblasti medicine (zdravlja). |